# Лай Пиньюй
Лай Пинью́й (кит. трад. 賴品妤, пиньинь Lài Pǐnyú, род. 2 марта 1992) — тайваньский политик. В 2020 году была избрана членом Законодательного Юаня от Демократической прогрессивной партии. Увлекается косплеем.

## Биография
Родилась 2 марта 1992 года. Её отец — политик, мать — работник СМИ.
В 2013 году получила степень бакалавра в Тайбэйском государственном университете. После появления в 2012 году движения «армия белых футболок» и движения против монополии СМИ, возникших после гибели Хун Чунчию, Лай стала принимать активное участие в общественной деятельности.
26 ноября 2013 года, во время встречи Чэнь Демина, более 20 студентов из Молодёжного фронта чёрного острова намеревались провести акцию протеста около штаб-квартиры фонда. Там протестующие были встречены полицией. Лай вместе с двумя другими студентками была окружена десятком женщин-полицейских, её протащили практически до штаб-квартиры фонда, но затем отпустили.
В 2014 году Лай, как и другие протестующие, была арестована за блокирование дорог в рамках протестного студенческого движения Подсолнуха.

### Политическая карьера
В сентябре 2019 года стала членом Демократической прогрессивной партии и в ходе очередных парламентских выборов баллотировалась от неё в члены Законодательного Юаня. В ходе собственной политической кампании Лай выступала в костюмах Аски Сорью из аниме «Евангелион», а также Сейлор Марс из аниме Сейлор Мун. 11 января 2020 года стало известно, что Лай получила место в парламенте.